# Cobra (bryggeri)
 For alternative betydninger, se Cobra. (Se også artikler, som begynder med Cobra)
Cobra er et bryggeri som blev etableret i 1989 i Fulham i England.
Cobra sælger sine produkter i 50 lande. Der findes en række forskellige typer af Cobra øl, blandt andet King Cobra, Cobra Light, Cobra Zero.